# Lista de monarcas da Bósnia

Brasão de armas do Reino da Bósnia (1377 - 1463).

Segue-se a lista dos monarcas da Bósnia e Herzegovina desde sua fundação como ducado, passando pela época do Banato Bósnio e do Reino da Bósnia até a conquista otomana em 1463. 

## Ducado da Bósnia (Ducado doImpério Bulgaro)
Primeira entidade política da Bósnia, fundada em 1082 por Constantino Bodino e sendo um estado vassalo do Império Bulgaro. O primeiro soberano foi Estêvão Boístlabo que foi nomeado duque. 
| Nome                                  | Reinado     | Casa      | Suserano              | Nascimento | Falecimento |
| ------------------------------------- | ----------- | --------- | --------------------- | ---------- | ----------- |
| Estêvão                               | 1082 - 1101 | Boístlabo | Pedro III da Bulgária | ??         | 1108        |
| Ducado anexado a Sérvia (1101 - 1136) |             |           |                       |            |             |

## Banato Bósnio(1136 - 1377)
Após a ocupação sérvia na Bósnia em 1101 foi criado um banato, que foi uma entidade política subordinada ao Grão-Principado da Sérvia. Posteriormente o banato foi disputado pelo Império Bizantino e o Reino da Hungria, acabando por fim a ser um banato do Reino da Hungria. 
| Monarca                                          | Monarca     | Reinado     | Casa       | Suserano                          | Nascimento      | Falecimento                                       |
| ------------------------------------------------ | ----------- | ----------- | ---------- | --------------------------------- | --------------- | ------------------------------------------------- |
| Bórico                                           | Bórico      | 1154 - 1163 | Borićević  | Beloš da Sérvia                   | - c.1133        | - 11 de abril de 1163 - Zemun, Sérvia - (30 anos) |
| Bórico                                           | Bórico      | 1154 - 1163 | Borićević  | Géza II da Hungria                | - c.1133        | - 11 de abril de 1163 - Zemun, Sérvia - (30 anos) |
| Bórico                                           | Bórico      | 1154 - 1163 | Borićević  | Estêvão IV da Hungria             | - c.1133        | - 11 de abril de 1163 - Zemun, Sérvia - (30 anos) |
| Reino anexado ao Império Bizantino (1163 - 1180) |             |             |            |                                   |                 |                                                   |
| Kulin                                            | Kulin       | 1180 - 1204 | Kulinić    | Manuel I Comneno de Bizâncio      | - Usera, Sérvia | - Novembro de 1204 - Bósnia                       |
| Kulin                                            | Kulin       | 1180 - 1204 | Kulinić    | Emérico da Hungria                | - Usera, Sérvia | - Novembro de 1204 - Bósnia                       |
| Estêvão                                          | Estêvão     | 1204 - 1232 | Kulinić    | Ladislau III da Hungria           | ??              | ??                                                |
| Estêvão                                          | Estêvão     | 1204 - 1232 | Kulinić    | André II da Hungria               | ??              | ??                                                |
| Metej                                            | Metej       | 1232 - 1253 | Kulinić    | ??                                | ??              |                                                   |
| Metej                                            | Metej       | 1232 - 1253 | Kulinić    | ??                                | ??              | Bela IV da Hungria                                |
| Prijezda I                                       | Prijezda I  | 1254 - 1287 | Kotromanić | Miguel, duque da Bósnia           | - 1211          | - 1287                                            |
| Prijezda I                                       | Prijezda I  | 1254 - 1287 | Kotromanić | Bela, duque da Bósnia             | - 1211          | - 1287                                            |
| Prijezda I                                       | Prijezda I  | 1254 - 1287 | Kotromanić | Estêvão, duque da Bósnia          | - 1211          | - 1287                                            |
| Prijezda II                                      | Prijezda II | 1287 - 1290 | Kotromanić | Ladislau IV da Hungria            | ??              | 1290                                              |
| Estêvão I                                        | Estêvão I   | 1290 - 1314 | Kotromanić | André III da Hungria              | - 1242          | - 1314                                            |
| Estêvão I                                        | Estêvão I   | 1290 - 1314 | Kotromanić | Venceslau III da Boêmia e Hungria | - 1242          | - 1314                                            |
|                                                  | Paulo       | 1305 - 1312 | Šubić      | Otão III da Hungria               | - 1245          | - 1312                                            |
| Carlos I da Hungria                              | Paulo       | 1305 - 1312 | Šubić      |                                   | - 1245          | - 1312                                            |
| Mladen II                                        | Mladen II   | 1312 - 1322 | Šubić      | Luís I da Hungria                 | - 1270          | - 1341                                            |
|                                                  | Estêvão II  | 1322 - 1353 | Kotromanić | Luís I da Hungria                 | - 1314          | - 1353                                            |
|                                                  | Tordácato I | 1353 - 1366 | Kotromanić | Luís I da Hungria                 | - 1338          | - 10 de março de 1391                             |
|                                                  | Vuco        | 1366 - 1367 | Kotromanić | Luís I da Hungria                 | ??              | - 1378                                            |
|                                                  | Tordácato I | 1367 - 1377 | Kotromanić | Luís I da Hungria                 | - 1338          | - 10 de março de 1391                             |

## Reino da Bósnia(1377 - 1463)
O Reino da Bósnia foi fundado após a independência do país ao Reino da Hungria, deixando de ser um banato e com apoio do Império Bizantino e o Império Búlgaro. 

### Casa de Kotromanić
| Nome              | Nome de Nascimento | Retrato | Reinado                                     | Nascimento | Falecimento                                         |
| ----------------- | ------------------ | ------- | ------------------------------------------- | ---------- | --------------------------------------------------- |
| Tordácato I       | Estêvão Tordácato  |         | 26 de outubro de 1377 - 10 de março de 1391 | - 1338     | - 10 de março de 1391 - (53 anos)                   |
| David             | Estêvão David      |         | 10 de março de 1391 - 8 de setembro de 1395 | ??         | - 8 de setembro de 1395                             |
| Helena            | Helena Gruba       |         | 8 de setembro de 1395 - 1398                | ??         | - 23 de março de 1418                               |
| Ostoja            | Estêvão Ostoja     |         | 1398 - 1404 1409 - 1418                     | ??         | - 11 de março de 1421                               |
| Estêvão I Ostojić | Estêvão Ostojić    |         | 1418 - 1420                                 | ??         | - 1421                                              |
| Tordácato II      | Estêvão Tordácato  |         | 1404 - 1409 1421 - 1443                     | ??         | - 1443                                              |
| Radivoj           | Radivoj            |         | 1432 - 1435                                 | ??         | - 1463                                              |
| Tomás             | Estêvão Tomás      |         | 1443 - 1461                                 | - 1411     | - Julho de 1461                                     |
| Estêvão II        | Stephen Tomašević  |         | 10 de julho de 1461 - 25 de maio de 1463    | - 1438     | - Junho de 1463 - Jajce, Bósnia Otomana - (25 anos) |

## Reis vassalos da Bósnia Otomana (1465 - 1476)
- Matias Kotromanić (1465 - 1471).. Nomeado pelo sultão Mehmed II. Morto em 1471.
- Matias Hrvatinić (1471 - 1476).. Nomeado pelo saltão Mehmed II. Morto em 1476 após conspirar contra os otomanos.

## Referência
1. ↑  Wanamaker, Brett; Cascino, Thomas; McLaughlin, Vallerie; Oral, Hakan; Latchamsetty, Rakesh; Siontis, Konstantinos C (2018). «Atrial Arrhythmias in Pulmonary Hypertension: Pathogenesis, Prognosis and Management». Arrhythmia & Electrophysiology Review (1). 43 páginas. ISSN 2050-3369. doi:10.15420/aer.2018.3.2. Consultado em 1 de novembro de 2020
2. ↑  «Radiopharmaceuticals for diagnosis. Final report». 1 de março de 1994. Consultado em 1 de novembro de 2020
3. ↑  Toloza, Daniela Cervo de. «Nutricionista: um histórico da profissão até os dias atuais». Consultado em 1 de novembro de 2020
4. ↑  Gerland, E. (1 de janeiro de 1913). Geschichte der Physik, Abt. 1: Von den ältesten Zeiten bis zum Ausgange des achtzehnten Jahrhunderts. [S.l.]: Oldenbourg Wissenschaftsverlag
5. ↑  Fine, John (1994). The Late Medieval Balkans. Ann Arbor, MI: University of Michigan Press
6. ↑  «Fry, John, (16 June 1922–28 April 1994), general practitioner, 1947–92, retired». Oxford University Press. Who Was Who. 1 de dezembro de 2007. Consultado em 1 de novembro de 2020